# Kill It
Kill It (Hangul: 킬잇, RR: Kil It), es una serie de televisión surcoreana transmitida del 23 de marzo del 2019 hasta el 28 de abril del 2019 a través de la cadena OCN.

## Sinopsis[2]
Kim Soo-hyeon, es un veterinario que lucha por salvarle la vida a los animales pero que en el pasado fue un experto asesino al que buscaban muchas pandillas. En el presente, nadie sabe de su antigua vida como asesino, incluyendo su edad, nombre y gustos. En el fondo Soo-hyeon busca el amor, pero le cuesta trabajo desarrollar y mantener cualquier relación pura a su alrededor.
De pequeño Soo-hyeon perdió la memoria y fue abandonado, criado por el asesino Pavel, lo único que recuerda es pedirle a alguien que lo salve. El misterio de su pasado y de ser criado por un asesino nadie lo ha descubierto.
Por otro lado Do Hyun-jin, es una brillante detective que trabaja en Seúl y que se graduó en lo más alto de su clase en la academia de policía. Aunque parece fría y severa por fuera, en realidad es una persona muy simpática. Hyeon-jin confía en sus instintos y no tiene miedo en confiar en lo que la rodea para tomar decisiones. Aunque Hyun-jin sufrió un trauma, intenta seguir adelante con su vida.
Sin embargo cuando ambos se conocen, se ven envueltos en la vida del otro y sus vidas cambian.

## Reparto

### Personajes principales[8]
| Actor                     | Personaje                                                     | Ocupación                | N.º de episodios | Duración |
| ------------------------- | ------------------------------------------------------------- | ------------------------ | ---------------- | -------- |
| Jang Ki-yong Moon Woo-jin | Kim Soo-hyeon (Nom. 88)                                       | Veterinario / Asesino    | 12 7             | 2019     |
| Nana Choi Myung-bin       | Do Hyun-jin / Lee Young-eunDo Hyun-jin (de niña, cameo ep. 6) | Inspectora de la Policía | 12               | 2019     |

### Personajes secundarios
| Actor             | Personaje       | Ocupación                                    | N.º de episodios | Duración |
| ----------------- | --------------- | -------------------------------------------- | ---------------- | -------- |
| Noh Jung-eui      | Kang Seul-gi    | Estudiante / Protegida de Soo-hyeon          | 10               | 2019     |
| Lee Jae-won       | Ahn Philip      | Criminal / Contacto de Soo-hyeon             | 10               | 2019     |
| Kim Hyun-mok      | Lee Yoon-seung  | Oficial de la Policía                        | 12               | 2019     |
| Ahn Se-ho         | Jang Gwang-joon | Médico Forense                               | 5                | 2019     |
| Robin Deiana      | Karimov II      | Asesino / Miembro de la Mafia Rusa           | 4                | 2019     |
| Jung Hae-kyun     | Do Jae-hwan     | Padre de Hyun-jin / Jefe de "Sehan FT Group" | 7                | 2019     |
| David Lee McInnis | Pavel           | Asesino / Padre Adoptivo de Soo-hyeon        | 3                | 2019     |
| Jung Jae-eun      | Jung So-yeon    | Madre de Hyun-jin                            | 4                | 2019     |
| Kwak Ja-hyung     | Park Sung-ho    | Inspector Asistente de la Policía            | 6                | 2019     |
| Ji Il-joo         | Yoon Jae-hyun   | Fiscal                                       | 8                | 2019     |
| Jun Jin-gi        | Joo Young-hoon  | -                                            | 1                | 2019     |
| Jo Han-chul       | Ko Hyeon-woo    | Investigador                                 | -                | 2019     |

### Otros personajes
| Actor         | Personaje        | Ocupación                                           | N.º de episodios | Duración |
| ------------- | ---------------- | --------------------------------------------------- | ---------------- | -------- |
| Kim Joo-hun   | Min Hyuk         | -                                                   | -                | 2019     |
| -             | Jae A            | Secretaria y Amante de Do Jae-hwan                  | 3                | 2019     |
| -             | Seo Won-seok     | Presidente del Orfanato "Hansol"                    | -                | 2019     |
| -             | Park Tae-soo     | Empleado de Won-seok                                | -                | 2019     |
| -             | Kim I-ho         | -                                                   | -                | 2019     |
| -             | Mrs. Kim         | Dueña de "Always Mom's Food" / Esposa de Jong-sik   | 3                | 2019     |
| -             | Ha Young         | Hija de la Señora Kim / Víctima de Trata de Mujeres | 1                | 2019     |
| -             | Mr. Kim Jong-sik | Drogadicto                                          | 1                | 2019     |
| -             | Kim Pil-ho       | Prestamista / Familiar de Seul-gi                   | 1                | 2019     |
| -             | Yakov            | Miembro de la Mafia Rusa                            | 1                | 2019     |
| Ok Go-woon    | -                | -                                                   | -                | 2019     |
| Jeon Jin-ki   | -                | -                                                   | -                | 2019     |
| Kim Sun-bin   | -                | -                                                   | -                | 2019     |
| Kwak Ja-hyung | -                | -                                                   | -                | 2019     |
| -             | Lee Sang-pil     | Jefe de Bomberos                                    | 1                | 2019     |
| -             | Kim Jong-koo     | Líder de una Banda                                  | 1                | 2019     |
| -             | Yoo Dae-heon     | CEO de "Myeongsung Global Logistics"                | 1                | 2019     |
| Lee Seung-woo | -                | Detective                                           | -                | 2019     |

## Episodios
La serie estuvo conformada por 12 episodios, los cuales fueron emitidos todos sábados y domingos a las 22:00hrs (KST).

### Índices de audiencia
| Episodio | Fecha de emisión    | Promedio de Audiencia Compartida | Promedio de Audiencia Compartida |
| Episodio | Fecha de emisión    | AGB Nielsen                      | AGB Nielsen                      |
| Episodio | Fecha de emisión    | Escala Nacional                  | Seúl                             |
| -------- | ------------------- | -------------------------------- | -------------------------------- |
| 1        | 23 de marzo de 2019 | 1.114 %                          | —                                |
| 2        | 24 de marzo de 2019 | 2.321 %                          | 2.819 %                          |
| 3        | 30 de marzo de 2019 | 1.311 %                          | 1.460 %                          |
| 4        | 31 de marzo de 2019 | 2.757 %                          | 3.420 %                          |
| 5        | 6 de abril de 2019  | 1.085 %                          | 1.742 %                          |
| 6        | 7 de abril de 2019  | 2.216 %                          | 2.535 %                          |
| 7        | 13 de abril de 2019 | 0.926 %                          | —                                |
| 8        | 14 de abril de 2019 | 1.772 %                          | 2.338 %                          |
| 9        | 20 de abril de 2019 | 1.021 %                          | —                                |
| 10       | 21 de abril de 2019 | 2.298 %                          | 2.860 %                          |
| 11       | 27 de abril de 2019 | 1.359 %                          | —                                |
| 12       | 28 de abril de 2019 | 2.546 %                          | 2.896 %                          |
| Promedio | Promedio            | 1.727 %                          | —                                |

## Música

### Parte 1
| N.º | Artista        | Canción                | Letra    | Música      | Tiempo |
| --- | -------------- | ---------------------- | -------- | ----------- | ------ |
| 1   | Min Kyung-hoon | "Forever Love"         | Han Joon | Lee Yoo-jin | 3:46   |
| 2   |                | "Forever Love" (Inst.) |          | Lee Yoo-jin | 3:46   |

### Parte 2
| N.º | Artista       | Canción                 | Letra    | Música      | Tiempo |
| --- | ------------- | ----------------------- | -------- | ----------- | ------ |
| 1   | Han Seung-hee | "My Everything"         | Han Joon | Lee Yoo-jin | 3:32   |
| 2   |               | "My Everything" (Inst.) |          | Lee Yoo-jin | 3:32   |

## Premios y nominaciones
| Año  | Categoría            | Premio        | Nominada      | Resultado |
| ---- | -------------------- | ------------- | ------------- | --------- |
| 2019 | The Capability Award | 1st OCN Award | Noh Jeong-eui | Nominada  |

## Producción
La serie fue creada por Studio Dragon y también es conocida como "Blue Eyes" (Hangul: 블루 아이즈).
Fue dirigida por Nam Sung-woo (남성우) y Ahn Ji-sook (안지숙), contó con los escritores Son Hyun-soo (손현수) y Choi Myung-jin (최명진).
La primera lectura del guion fue realizada a finales de enero del 2019 en Seúl.
La serie contó con el apoyo de la compañía de producción "Crave Works" y fue distribuida y emitida a través de OCN.